# Ferdinand von Bredow
Ferdinand von Bredow, född 16 maj 1884 i Neuruppin, död 30 juni eller 1 juli 1934 i Berlin-Lichterfelde, var en tysk militär. Mellan 1929 och 1932 var han chef för Abwehr, den tyska militära underrättelsetjänsten. Han avslutade sin karriär som generalmajor 1933.
Vid slutet av Weimarrepublikens epok var Ferdinand von Bredow och hans förtrogne, general Kurt von Schleicher, bland Adolf Hitlers bittraste fiender. von Bredow var biträdande försvarsminister i von Schleichers kortlivade ministär (3 december 1932 till 28 januari 1933).
von Bredow mördades i samband med de långa knivarnas natt 1934.